# Faunis zenica
Faunis zenica är en fjärilsart som beskrevs av Hans Fruhstorfer 1911. Faunis zenica ingår i släktet Faunis och familjen praktfjärilar. Inga underarter finns listade i Catalogue of Life.